# دانيلي بابوني
دانيلي بابوني (بالإيطالية: Daniele Paponi)‏ (16 أبريل 1988 بأنكونا في إيطاليا - ) هو لاعب كرة قدم إيطالي في مركز الهجوم. شارك مع منتخب إيطاليا تحت 20 سنة لكرة القدم. أما مع النوادي، فقد لعب مع إمباكت مونتريال وفيورنتينا ونادي أنكونا ونادي بارما ونادي بولونيا ونادي بيروجيا ونادي تشيزينا ونادي ريميني ولاتينا كالتشيو.

## روابط خارجية
- دانيلي بابوني على موقع الدوري الأمريكي (الإنجليزية)
- دانيلي بابوني على موقع قاعدة بيانات كرة القدم.إي يو (الإنجليزية)
- دانيلي بابوني على موقع Soccerway.com (الإنجليزية)
- دانيلي بابوني على موقع عالم كرة القدم.نت (الإنجليزية)
- دانيلي بابوني على موقع AS.com (الإسبانية)